# マーガレット・ミラー
マーガレット・ミラー（Margaret Ellis Millar、1915年2月5日 - 1994年3月26日）は、アメリカ合衆国の推理作家。カナダ出身。トロント大学卒。心理サスペンスものを多く執筆した。夫は同じく推理作家のロス・マクドナルド。

## 経歴
- 1915年 カナダのオンタリオ州キッチナーに生まれる。
- 1938年 高校の同級生だったロス・マクドナルドと結婚。
- 1941年 「見えない蛆虫 (The Invisible Worm）」で作家デビュー。
- 1955年 「狙った獣（Beast in View）」を刊行し、翌年にエドガー賞 長編賞を受賞。
- 1957年 翌年までMWA（アメリカ探偵作家クラブ）会長を務める。
- 1983年 MWA賞巨匠賞を受賞。
- 1994年 逝去。

## 著作

### ポール・プライシリーズ
- The Invisible Worm（1941）
- The Weak-Eyed Bat（1942）
- The Devil Loves Me（1942）

### サンズ警部シリーズ
- Wall of Eyes（1943）
  - 『眼の壁』船木裕訳（小学館文庫）
- The Iron Gates（1945）
  - 『鉄の門』青木久恵訳（ハヤカワミステリ文庫）
  - 『鉄の門』宮脇裕子訳（創元推理文庫）

### トム・アラゴンシリーズ
- Ask for Me Tomorrow（1976）
  - 『明日訪ねてくるがいい』青木久恵訳（ハヤカワポケットミステリ）
- The Murder of Miranda（1979）
  - 『ミランダ殺し』柿沼瑛子訳（創元推理文庫）
- Mermaid（1982）
  - 『マーメイド』汀一弘訳（創元推理文庫）

### その他の長編(ミステリー)
- Fire Will Freeze（1944）
- Do Evil in Return（1950）
  - 『悪意の糸』宮脇裕子訳（創元推理文庫）
- Rose's Last Summer（1952）
- Vanish in an Instant（1952）
  - 『雪の墓標』中川美帆子訳（論創海外ミステリ）
- Beast in View（1956）
  - 『狙った獣』文村潤訳（ハヤカワミステリ文庫）
  - 『狙った獣』雨沢泰訳（創元推理文庫）
- An Air That Kills（1957）
  - 『殺す風』小笠原豊樹訳（ハヤカワミステリ文庫）
  - 『殺す風』吉野美恵子訳（創元推理文庫）
- The Listening Walls（1959）
  - 『耳をすます壁』柿沼瑛子訳（創元推理文庫）
- A Stranger in My Grave（1960）
  - 『見知らぬ者の墓』榊優子訳（創元推理文庫）
- How Like an Angel（1962）
  - 『まるで天使のような』菊池光訳（ハヤカワミステリ文庫）
  - 『まるで天使のような』黒原敏行訳（創元推理文庫）
- The Fiend（1962）
  - 『心憑かれて』汀一弘訳（創元推理文庫）
- Beyond This Point Are Monsters（1970）
  - 『これよりさき怪物領域』山本俊子訳（ハヤカワポケットミステリ）
- Banshee（1983）
- Spider Webs（1986）

### その他の長編（普通小説）
- Experiment in Springtime（1947）
- It's All in the Family（1948）
- The Cannibal Heart（1949）
- Wives and Lovers（1954）

### 短編
- Mind Over Murder
- Last Day in Lisbon
- McGowney's Miracle
  - 「マガウニーの奇蹟」（ハヤカワ文庫『あの手この手の犯罪 アメリカ探偵作家クラブ傑作選』収録）
- The Couple Next Door
  - 「隣の夫婦」（東京創元社『アメリカ探偵作家クラブ傑作選1』収録）
- The People Across the Canyon
  - 「谷の向こうの家」（ハヤカワ文庫『レディのたくらみ アメリカ探偵作家クラブ傑作選（2）』収録）
- Notions

### その他
- The Couple Next Door: Collected Short Mysteries（短編集）
- The Birds and Beasts Were There（自伝）